# 毛馬内町
毛馬内町（けまないまち）は秋田県鹿角郡にあった町。現在の鹿角市十和田毛馬内・十和田岡田・十和田瀬田石にあたる。

## 地理
- 山：茂谷山
- 河川：米代川、小坂川、大湯川

## 歴史
- 1889年（明治22年）4月1日 - 町村制の施行により、毛馬内村、岡田村、瀬田石村の区域をもって毛馬内町が発足。
- 1955年（昭和30年）3月31日 - 錦木村と合併して十和田町が発足。同日毛馬内町廃止。
- 1972年（昭和47年）4月1日 - 十和田町が花輪町・尾去沢町・八幡平村と合併して鹿角市が発足。

## 地名の由来
「ナイ」で終わる地名は北海道によく見られ、本州でも北部ほど多い。
北海道では比較的大きな「川」を指し、古い文献から毛馬内は小坂川の古名と考えられる。
アイヌ語で、ケマ（漁具）、ナイ（谷、川）の意であるという。

## 交通

### 道路
- 県道盛岡毛馬内線（現・国道282号）

現在は旧町域に東北自動車道の十和田インターチェンジが所在するが、当時は未開通。

## 行事
- 毛馬内の盆踊

## 著名出身者
- 石川伍一 (諜報活動家)
- 瀬川清子 (民俗学者)
- 内藤湖南 (東洋史学者)
- 和井内貞行 (十和田湖開発)